# Дэвидсон, Крис
Крис Дэвидсон (англ. Chris Davidson; род. 24 октября 1971, Торонто) — канадский гребец, выступавший за сборную Канады по академической гребле в 1993—2003 годах. Обладатель двух бронзовых медалей чемпионатов мира, серебряный и бронзовый призёр этапов Кубка мира, участник летних Олимпийских игр в Сиднее.

## Биография
Крис Дэвидсон родился 24 октября 1971 года в городе Торонто провинции Онтарио.
Заниматься академической греблей начал в 1987 году, проходил подготовку в составе гребной команды Викторианского университета «Виктория Вайкс», с которой неоднократно стартовал на различных студенческих регатах. Позже тренировался в клубе Gorge Narrows Rowing в Виктории.
Впервые заявил о себе в гребле на взрослом международном уровне в сезоне 1993 года, когда вошёл в основной состав канадской национальной сборной и выступил на чемпионате мира в Рачице, где в зачёте распашных безрульных двоек лёгкого веса занял итоговое 13 место.
В 1994 году в той же дисциплине стал двенадцатым на мировом первенстве в Индианаполисе.
В 1996 году побывал на чемпионате мира в Глазго, откуда привёз награду бронзового достоинства, выигранную в лёгких восьмёрках — в финале уступил только экипажам из Германии и Дании.
В 1997 году дебютировал в Кубке мира, в лёгких безрульных четвёрках стал восьмым и седьмым на этапах в Мюнхене и Люцерне соответственно. При этом на мировом первенстве в Эгбелете показал седьмой результат в четвёрках и завоевал бронзовую медаль в восьмёрках.
На чемпионате мира 1998 года в Кёльне занял 16 место в зачёте лёгких одиночек.
В 1999 году в распашных безрульных четвёрках был четвёртым на этапе Кубка мира в Вене, пятым на этапе в Люцерне, шестым на домашнем мировом первенстве в Сент-Катаринсе.
Выиграв бронзовую медаль на этапе Кубка мира 2000 года в Вене, удостоился права защищать честь страны на летних Олимпийских играх в Сиднее — в программе лёгких безрульных четвёрок вместе с Ианом Брамбеллом, Гэвином Хассеттом и Джоном Биром сумел квалифицироваться лишь в утешительный финал В и расположился в итоговом протоколе соревнований на седьмой строке.
После сиднейской Олимпиады Дэвидсон остался в составе гребной команды Канады на ещё один олимпийский цикл и продолжил принимать участие в крупнейших международных регатах. Так, в 2001 году на этапе Кубка мира в Нью-Джерси он стал бронзовым призёром в лёгких безрульных четвёрках и серебряным призёром в восьмёрках, также в четвёрках получил серебряную награду на этапе в Мюнхене, финишировал пятым на чемпионате мира в Люцерне.
В 2002 году в распашных безрульных двойках лёгкого веса показал четвёртый результат на мировом первенстве в Севилье.
На чемпионате мира 2003 года в Милане занял в лёгких безрульных двойках седьмое место и на том завершил спортивную карьеру